# Composición del Directorio civil de Primo de Rivera
| Directorio Civil de Miguel Primo de Rivera y Orbaneja, marqués de Estella 3 de diciembre de 1925-28 de enero de 1930 |                                                               |         |         |
| Cargo | Titular                                                       | Titular | Titular |
| Presidente | General Miguel Primo de Rivera y Orbaneja, marqués de Estella |         |         |
| Vicepresidente y Gobernación                                                                                         | General Severiano Martínez Anido                              |         |         |
| Guerra | Coronel Juan O'Donnell y Vargas, duque de Tetuan              |         |         |
| Estado | José Yanguas Messia                                           |         |         |
| Gracia y Justicia | Galo Ponte y Escartín                                         |         |         |
| Hacienda | José Calvo Sotelo                                             |         |         |
| Fomento | Rafael Benjumea y Burín, conde de Guadalhorce                 |         |         |
| Instrucción Pública y Bellas Artes                                                                                   | Eduardo Callejo de la Cuesta                                  |         |         |
| Trabajo | Eduardo Aunós Pérez                                           |         |         |
| Marina | Honorio Cornejo Carvajal; después Mateo García de los Reyes   |         |         |
| Economía Nacional | Francisco Moreno Zuleta, conde de los Andes                   |         |         |

- Datos: Q56377281